# 3-ميثيل الهكسان
3-ميثيل الهكسان هو مركب عضوي من الهيدروكربونات صيغته الكيميائية C7H16 وهو أحد مصاواغات الهبتان.

## التحضير
يمكن تحضير المركب من إجراء عملية مصاوغة لأحد متصاوغات نظامي الهبتان.

## الخواص
يوجد المركب في الشروط القياسية على شكل سائل عديم اللون قابل للاشتعال.